# Монферрато
44°36′31″ пн. ш. 7°57′49″ сх. д. / 44.608611111111° пн. ш. 7.9636111111111° сх. д.
Монферрато (італ. Monferrato, лат. Mons ferratus, п'єм. Monfrà) — історична область у італійському регіоні П'ємонт. В червні 2014 року область Монферрато була внесена до списку Світової спадщини ЮНЕСКО за культурні ландшафти, видатні традиції виноградарства та виноробства.

## Історія
Спочатку графство, Монферрато було підвищено до  маркізату Священної Римської імперії за графа Алерамо в 961 році, після переходу влади в Північній Італії від Беренгара Іврейського до Оттона I. Маркізи та члени їх сімей були пов'язані з королями Франції та імператорами Священної Римської імперії. Члени сім'ї часто брали участь у хрестових походах і одружувались з королівською родиною Єрусалиму та візантійськими імператорськими родинами Комніна, Ангела та Палеолога. Монферрато було недовго контрольовано Іспанією (1533–1536), перш ніж перейшло до герцогів Гонзаги Мантуї (1536–1708). У 1574 році Монферратто стало герцогством за Максиміліана II. Після війни за мантуанську спадщину (1628–1631) частина герцогства перейшла до герцогства Савойя, а решта перейшла до Савойї в 1708 році, коли Леопольд I, імператор Священної Римської імперії, отримав в володіння територію Гонзага. Внаслідок французької окупації департаментом Танаро (1798) Монферрато в 1814 остаточно об'єдналося з Сардинським королівством.

## Географія
Монферрато майже повністю розташовано у провінції Алессандрія, частково у провінції Асті. Область поділяється на Нижнє Монферрато (італ. Basso Monferrato), Монферрато Астіджано (італ. Monferrato Astigiano), Верхнє монферрато (італ. Alto Monferrato). Нижнє Монферрато характеризується м'якими пагорбами, які, за винятком Сакро-Монте-ді-Креа (455 м), ніколи не досягають висоти вище 400 метрів. Територіально включає частину провінції Алессандрія, що складається з сіл, розташованих навколо Казале-Монферрато, однієї з історичних столиць цієї території. На півночі та сході межує з річками По та Танаро. Територія являє собою суміш горбистого ландшафту та рівнини. Монферрато Астіджано включає значну частину провінції Асті і характеризується переважно горбистою місцевістю та кількома історичними селами, такими як Монкальво, Граццано-Бадольйо, Монтеманьо, Монтільйо-Монферрато, Ніцца-Монферрато, Момбаруццо, Інчиза-Скапаччино, Бруно, Фонтаніле. Асті — географічне серце цієї макротериторії. Альто Монферрато простягається на південь від провінції Алессандрія, на кордоні з Лігурією та провінцією Асті. Для нього характерні невеликі села, розташовані на пагорбах, укріплені замки, тут є численні культові споруди. Пагорби Альто Монферрато сьогодні відомі насамперед своїми виноградниками, що спеціалізуються на виробництві чудових вин, таких як Гаві, італ. Brachetto d'Acqui та Дольчетто д'Овада. Місцеві термальні джерела Акві-Терме були відомі ще в Стародавньому Римі.

## Виноробство
Регіон є визначним у виробництві червоних сухих вин, здебільшого з сортів барбера та дольчетто, а також ігристих та десертних вин з білих сортів винограду, зокрема використовується мускат білий та мальвазія. Найбільш відомі виноробні зони Монферрато:
- Barbera d'Asti
- Nizza DOCG
- Barbera del Monferrato
- Dolcetto d'Asti
- Dolcetto di Ovada
- Cortese di Gavi
- Moscato d'Asti
- Asti Spumante
- Brachetto d'Acqui

## Кухня

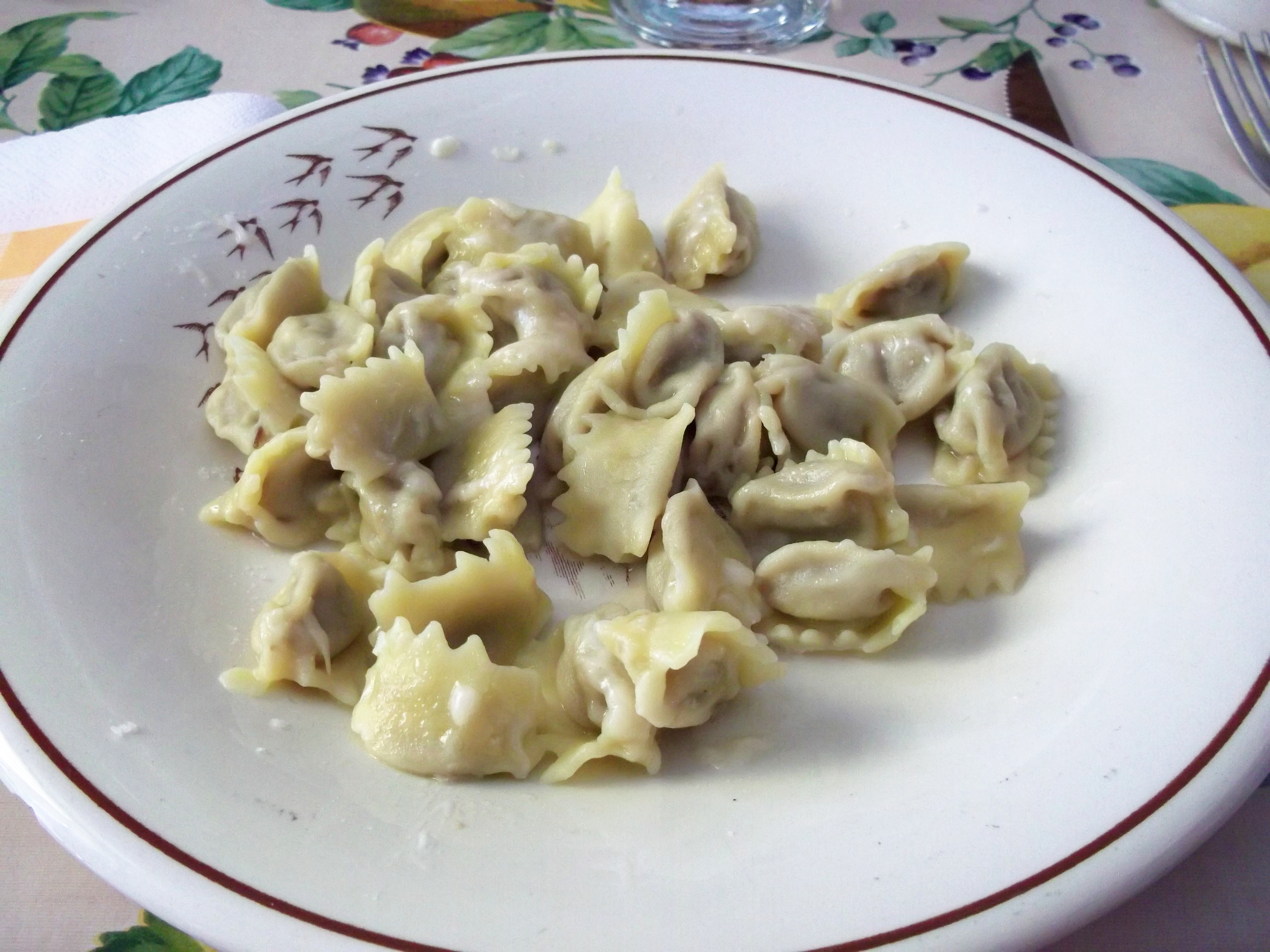
Агнолотті «al plin» — типова страва Монферрато

Типова кухня Монферрато включає широкий асортимент страв, починаючи з м'яса, риби, овочів, сирів та типових страв Монферрато. Серед перших страв — агнолотті «al plin», таджарин (дрібна локшина, з великим вмістом яєць, приправлена різними соусами), ризотто Казалезе, рис з грибами, овочеві супи, полента зі смаженою тріскою. Варто згадати і  bagna càuda (чимось нагадує фондю). Серед м'ясних страв: трипа, італ. batciuà, нут з головою, бичачий хвіст (нині готується з барберою) та варена салямі. Також типовими для Монферрато є вітелло тоннато, салат із сирого м'яса типової п'ємонтської породи корів (м'ясо дрібно нарізане ножем і приправлене лише олією, сіллю і лимоном), солений анчоус в зеленому соусі, салат з овочів в майонезі (дещо схожий на олів'є), фаршировані квіти кабачків. Серед в'яленого м'яса — мулетта (різновид салямі), традиційно виготовлена з додаванням вина барбера. Також варто згадати п'ємонтське фріто місто та варене м'ясо. Серед овочів виділяється cardo gobbo di Nizza Monferrato. Серед десертів виділяються пана-кота і боне. Це десерт, виготовлений з какао, амаретті та марсали, разом з молоком, яйцями та цукром.

## Сільське господарство
У Монферрато вирощується велика кількість яблук різних сортів. На рівнинних ділянках вирощується рис. Регіон також відомий вирощуванням місцевого сорту дині — диня Мірабелло. Свою назву вона отримала від містечка Мірабелло-Монферрато, найбільшого виробника. Монферрато, разом з Альбою, відомий як район виробництва білого трюфеля. Існує багато місцевих ярмарків з продажу цього гриба, одним з яких є регіональний ярмарок трюфелів у Монтек'яро-д'Асті.